# Porgy og Bess
 "Porgy and Bess" omdirigeres hertil. For andre betydninger, se Porgy and Bess (flertydig).
Porgy og Bess (originaltitel: Porgy and Bess) er en opera af George Gershwin, komponeret i 1935. Det er Gershwins eneste opera. Librettoen er af DuBose Heyward og Georges bror, Ira Gershwin. Operaen er baseret på Heywards roman Porgy og et skuespil baseret på det af Heyward og hans kone, Dorothy Heyward. Operaen blev uropført 30. september 1935 på Colonial Theater i Boston, USA. Handlingen udspiller sig i et fiktivt område i Charleston i, South Carolina i USA blandt afroamerikanere i 1920'erne.

## Porgy og Bess i Danmark
Teksten er oversat til dansk af Holger Bech, og operaen blev opført første gang på Det Kongelige Teater 27. marts 1943 med Einar Nørby og Else Brems i titelpartierne og Poul Wiedemann som Sporting Life. Det var første gang, at operaen, der var skrevet for sorte sangere, blev sunget af hvide. Opførelsen blev en succes, hvortil Det kongelige Kapel, balletten, koret og solisterne alle bidrog.
Efter 22 udsolgte opførelser på Det Kongelige Teater blev forestillingen i april 1944 taget af plakaten efter bombetrusler fra besættelsesmagtens sympatisører, der hverken satte pris på jøder eller sorte. Forestillingen blev genoptaget 26. maj 1945 under ubeskrivelig jubel.
I 1970 opførtes operaen igen på Det Kongelige Teater med Ib Hansen som Porgy, Birgitte Price som Bess og Niels Møller som Sporting Life.